# Sultán Mastura
Sultán Mastura es un municipio filipino de la provincia de Maguindánao.

## Barangayes
Sultán Mastura se divide políticamente a 13 barangayes.
- Balut
- Boliok
- Bungabong
- Dagurongan
- Kirkir
- Macabico (Macabiso)
- Namuken
- Simuay/Seashore
- Solon
- Tambo
- Tapayan
- Tariken
- Tuka